# Les Seigneurs de Harlem
Pour plus de détails, voir Fiche technique et Distribution.
Les Seigneurs de Harlem (Hoodlum) est un film américain réalisé par Bill Duke, sorti en 1997.

## Synopsis
Au lendemain de la Prohibition, Harlem est toujours sous le coup de la Grande Dépression et la loterie truquée des nombres constitue une masse de revenus supplémentaires pour les habitants et une importante source de gains pour sa responsable, Stéphanie St.Clair, surnommée Madame Queenie (Cicely Tyson), jusqu'à ce que son hégémonie soit mise à mal par Dutch Schultz (Tim Roth), mafieux juif allemand, qui réussit à s'imposer avec violence dans le quartier new-yorkais. La réaction se fait sentir par « Bumpy » Johnson (Laurence Fishburne), l'homme de confiance de la marraine, qui entraine de violents affrontements avec ce dernier, engendrant de nombreux morts. Dutch se voit de plus confronté à un autre problème de taille provoqué par son comportement : il se met à dos le Syndicat du crime et son membre charismatique, Lucky Luciano (Andy Garcia).

## Fiche technique
- Réalisation : Bill Duke
- Scénario : Chris Brancato
- Photographie : Frank Tidy
- Musique : Elmer Bernstein
- Producteurs : Frank Mancuso Jr., Chris Brancato, Paul Eckstein
- Société de production : United Artists
- Sociétés de distribution : United Artists, Metro-Goldwyn-Mayer (MGM)
- Budget:$30,000,000 (estimated)
- Pays de production :  États-Unis
- Langue : anglais
- Format : Couleurs — 35 mm — 1,85:1 — Son : DTS
- Genre : Biopic, drame et film de gangsters
- Durée : 130 minutes (2 h 10)
- Dates de sortie : 
  - États-Unis : 27 août 1997
  - France : 25 mars 1998

## Distribution
- Laurence Fishburne (VF : Thierry Desroses) : Bumpy Johnson
- Tim Roth (VF : Patrick Laplace) : Dutch Schultz
- Vanessa Lynn Williams (VF : Annie Milon) : Francine Hughes
- Andy Garcia (VF : Vincent Violette) : Lucky Luciano
- Cicely Tyson (VF : Maïk Darah) : Stéphanie St. Clair
- Chi McBride (VF : Serge Faliu) : Illinois Gordon
- Clarence Williams III (VF : Christian Peythieu) : Bub Hewlett
- Richard Bradford (VF : Jean-Claude Sachot) : Captain Foley
- William Atherton : Thomas Dewey
- Ed O'Ross (VF : Jo Doumerg) : Lulu Rosenkrantz
- Loretta Devine (VF: Magaly Berdy) : Pigfoot Mary
- Queen Latifah : Sulie
- Mike Starr : Albert Salke
- Beau Starr : Jules Salke
- Paul Benjamin : Whispers
- Teddy-H : Bo Weinberg

## Nominations
- 1998
  - Acapulco Black Film Festival
  - Image Awards

## Bande originale
Deux bandes originales existent :
- La B.O. d'Elmer Bernstein Hoodlum sorti sur (RCA) en 1997
- Certains morceaux n'apparaissent pas dans le film mais sont présents sur l'album Hoodlum: Music Inspired By The Motion Picture (Interscope Records) 1997.

1. Hoodlum - Mobb Deep & Rakim
2. So Good - Davina
3. Basin Street Blues - L.V.
4. I Can't Believe - 112 & Faith Evans
5. Dirty The Moocher - Wu-Tang Clan
6. Lucky Dayz - Adriana Evans
7. Gansta Partna - Cool Breeze
8. Zoom - Big Bub
9. Street Life - Rahsaan Patterson
10. Certainly - Erykah Badu
11. No Guarantee - Chico Debarge
12. Harlem Is Home - Tony Rich